# Superpohár UEFA 1976
Třetí ročník Superpoháru UEFA pořádaný Evropskou fotbalovou asociací UEFA se odehrál 17. srpna a 30. srpna 1976. Účastníky byli vítěz PMEZ ročníku 1975/76 – německý FC Bayern Mnichov a vítěz Poháru vítězů pohárů ze stejného ročníku RSC Anderlecht z Belgie.

## Zápas

### První zápas
| 17. srpna 1976    |       |                |                                                            |
| FC Bayern Mnichov | 2 : 1 | RSC Anderlecht | Olympiastadion, Mnichov diváci: 41.000 rozhodčí: Ken Burns |
| Müller 58', 88'   |       | 16' Haan       | Olympiastadion, Mnichov diváci: 41.000 rozhodčí: Ken Burns |

### Druhý zápas
| 30. srpna 1976                                 |       |                   |                                                            |
| RSC Anderlecht                                 | 4 : 1 | FC Bayern Mnichov | Astrid Parc, Brusel diváci: 35 000 rozhodčí: Paul Schiller |
| Rensenbrink 20', 82' 25' Van der Elst 59' Haan |       | 63' Müller        | Astrid Parc, Brusel diváci: 35 000 rozhodčí: Paul Schiller |

## Vítěz
| Superpohár UEFA 1976 RSC Anderlecht (1. vítězství) |